# Stenus ruivomontis
Stenus (Tesnus) ruivomontis – gatunek chrząszcza z rodziny kusakowatych i podrodziny myśliczków (Steninae).

## Taksonomia
Gatunek opisany został w 1995 roku przez Volkera Assinga i Paula Wunderle na podstawie 5 okazów (3 samic i 2 samców) odłowionych w 1993 roku w Achada do Teixeira (miejsce typowe). Epitet gatunkowy pochodzi od Pico Ruivo, pod którym to szczytem odłowiono serię typową.

## Opis
Chrząszcz o ciele długości od 3 do 3,65 mm, przy odległości od przedniej krawędzi labrum do wierzchołka pokryw 1,35 do 1,44 mm. Ciało grubo punktowane przez co o przytłumionym połysku, a pokrywy prawie całkiem matowe. Głowa czarna, nieco szersza od pokryw i o nieco wyniesionej środkowej części czoła. Ubarwienie głaszczków szczękowych żółtawe do jasnobrązowego z przyciemnionym wierzchołkiem. Czułki czerwonobrązowe do smolistobrązowych. Przedplecze czarne, nieco grubiej od głowy punktowane i nieco szersze niż długie. Pokrywy bardzo krótkie, bardzo grubo punktowane i czasem z podłużnymi wgłębieniami na dysku. Barwa odnóży czerwonobrązowa do ciemnobrązowej z trochę ciemniejszymi wierzchołkami ud. Odwłok czarny, punktowany podobnie jak głowa, o nasadzie pierwszego tergitu pozbawionej żeberek, a tylnym brzegu ósmego sternitu bardzo płytko wklęśniętym.
Myśliczek ten podobny jest do S. heeri i S. wollastoni od których różni się gęstszą punktacją pokryw oraz mniejszymi rozmiarami i krótszymi pokrywami.

## Występowanie
Gatunek endemiczny dla portugalskiej Madery. Okazy typowe znalezione zostały w ściółce u podstawy wrzośca drzewiastego na wysokości 1350 m n.p.m..